# René Gatica
René Gatica (Cidade do México) é um ator mexicano.

## Filmografia

### Televisão
- Vuelveme a querer (2009) ..... Elías Tamayo
- Montecristo (2006-2007) ..... Padre Pedro
- Mirada de mujer, el regreso (2003) ..... Francisco
- Daniela (2002) ..... Alfonso "Poncho" Gamboa
- Lo que callamos las mujeres (2001) ..... Iván
- Háblame de amor (1999) ..... Sergio
- Yacaranday (1998) ..... Teodoro
- No tengo madre (1997)
- Mirada de mujer (1997) ..... Francisco

### Cinema
- El libro de piedra (2009) ..... Professor Ponce
- Borderline (2009) ..... Bernardo
- El mexicano (2003)
- The Pearl (2001)
- Shadow of Doubt (1998) ..... Repórter
- Shattered Image (1994)
- Behind the Mask (1992) ..... Fredrick Louis
- Toy Soldiers (1991) ..... Juiz colombiano
- Matar la tierra (1987)
- Anacrusa (1979)